# Barraca del carrer de la Rosa
La Barraca del carrer de la Rosa és una barraca de vinya de Calafell (Baix Penedès) protegida com a Bé Cultural d'Interès Local.

## Descripció
Barraca de pedra seca situada a l'interior d'una finca de forma trapezoïdal tancada amb una paret feta amb elements ceràmics. També hi ha un habitatge unifamiliar sense cap interès. La barraca és de planta rectangular amb els cantons arrodonits. La porta, que és al costat sud-est, és de forma rectangular, amb llinda, i té una porta de ferro d'època contemporània. En els paraments exteriors s'observen diverses reparacions puntuals amb morter de ciment. Ha perdut bona part de la terra de la coberta.
Els murs i la volta són fets amb peces irregulars de pedra unides en sec amb l'ajut de falques, també de pedra, de dimensions més petites. Els murs tenen un rebliment de pedruscall